# K56flex
K56flex (auch K56+) ist ein 1996 von der Firma Rockwell entwickeltes Datenübertragungsverfahren für analoge Modems.
K56flex ist ein asymmetrisches Übertragungsverfahren, bei dem lediglich der Downstream (Download) die maximal mögliche Datenübertragungsrate von 56.000 bit/s erreicht. Der Upstream ist auf 33.600 bit/s begrenzt. Das Übertragungsverfahren kann nur in digitalen Telefonnetzen verwendet werden, bei denen der Nutzer des Modems einen analogen Anschluss und die Gegenstelle einen digitalen Anschluss besitzt. Nach der Verabschiedung des offiziellen ITU-T-Standards V.90 im September 1998 ist das K56flex-Verfahren nur noch von geringem Interesse.